# 屋敷神

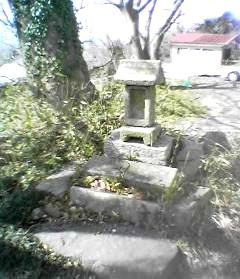
屋敷神を祀る祠（茨城県つくば市）

屋敷神（やしきがみ）は、屋敷に付属している土地に祀られている神・神社のことである。

## 概要と沿革

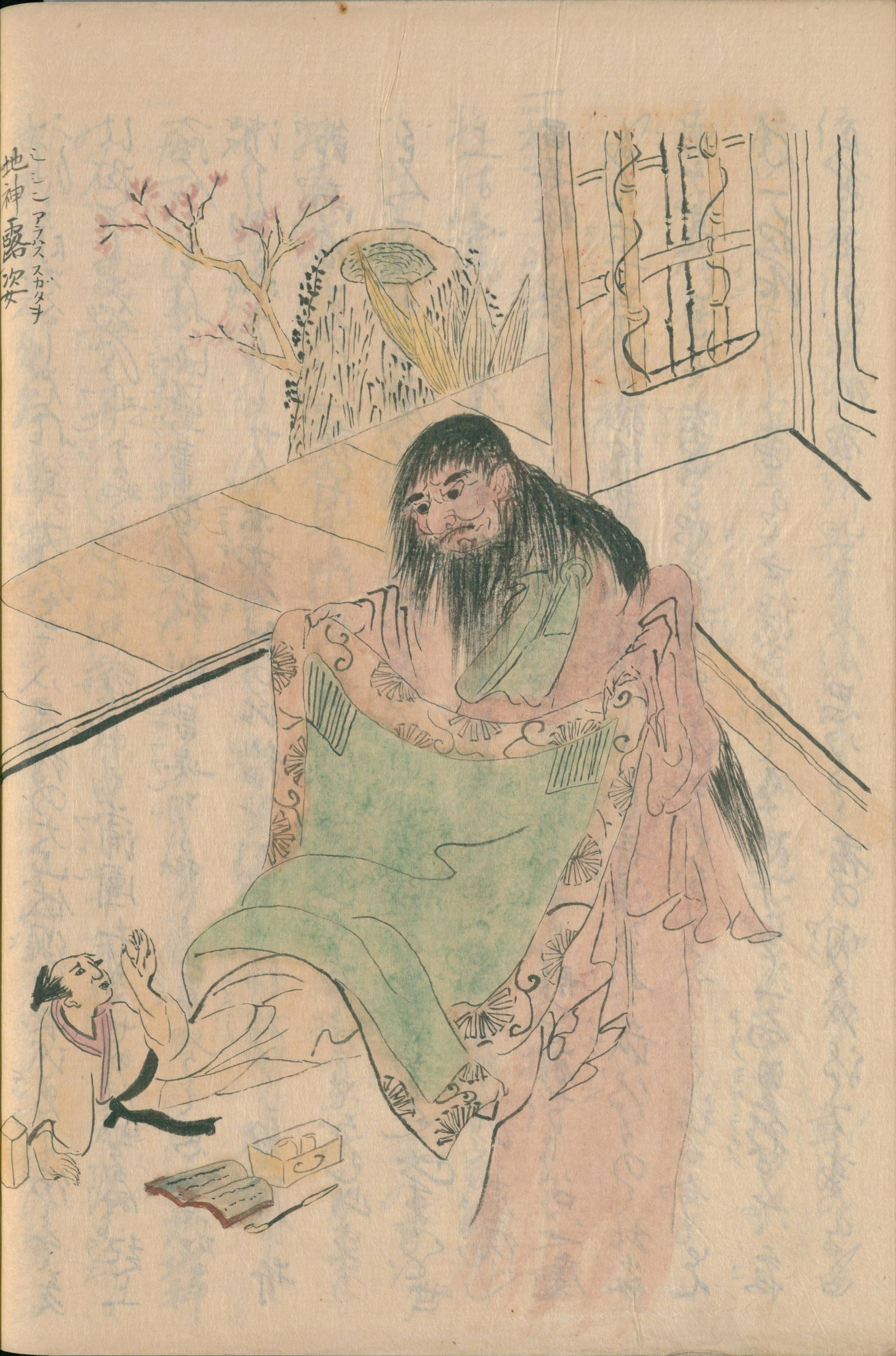
顕現した屋敷神を描いた江戸時代の彩色画（「地神露姿」藤長庚編集『遠江古蹟圖會』1803年。国立国会図書館蔵）

屋敷神は屋敷およびその土地を守護する神で、屋敷の裏や敷地に付属した土地もしくはやや離れた山林などに祀られることが多い。その呼ばれ方は地域によって様々である。家との関わりが深い神であるが、神棚などの屋内神とは異なり、原則として屋敷の中には祀られない。屋敷神を祀る信仰は、浄土真宗の地域を除いて全国に分布している。
屋敷神の起源は明確なことは分かっていない。しかし、後述するように、神格としては農耕神・祖先神と同一の起源を持つ神だと言われている。特に祖先神との深い繋がりが指摘されている。
日本では、古くから死んだ祖先の魂は山に住むと信じられてきたが、その信仰を背景として、屋敷近くの山林に祖先を祀る祭場を設けたのが起源だと考えられる。古くは一般的に神霊というものは一箇所に留まることはなく、特定の時期にのみ特定の場所に来臨して、祭りを受けた後、再び帰って行くものだと信じられてきた。そのため、山林に設けられた祭場は当初は祠などではなく、祭祀のときのみ古木や自然石を依代として祀ったものだったと考えられる。祠や社が建てられるようになるのは、神がその場に常在すると信じられるようになった後世の変化である。屋敷近くの山林に祀られていたのが、次第に屋敷の建物に近づいていって、現在広く見られるような敷地内に社を建てて祀るという形態になったと思われている。屋敷神が建物や土地を守護すると信じられるようになったのは、屋敷のすぐそばに建てられるようになったからだと考えられる。
また、一族の祖霊という神格から屋敷神を祀るのは親族の中でも本家のみだったが、分家の台頭により、次第にどの家でも祀るようになっていったと考えられている。
ところによっては、一家一族の守護神であった屋敷神が、神威の上昇により、一家一族の枠組みを超えて、地域の鎮守に昇格することもあった。

## 類型
直江廣治によると、各戸屋敷神・本家屋敷神・一門屋敷神の三つに分類することができる。
各戸屋敷神
集落の全ての家が屋敷神を持ち、それぞれで祭祀を行なっている。
本家屋敷神
集落の家のうち、特定の旧家のみが屋敷神を持っており、祭祀している。
一門屋敷神
集落の家のうち、特定の旧家のみが屋敷神を持っており、旧家に一族が集まって祭祀している。
この3つの形態は集落構造の変遷に対応している。集落内の親族関係が密接で本家分家体制が強固なところでは、一族がそろって本家に集まり祭祀をする「一門屋敷神」であるが、親族同士の関係が弱まり、希薄になると、本家に一族がそろって祭祀を行なうことはなくなり、「本家屋敷神」の状態となる。親族の制度的繋がりが消え、分家が台頭して独立した生活単位となると、分家においても屋敷神の祭祀を行なうようになり、「各戸屋敷神」の状態となる。このように屋敷神の形態と集落内の各戸の関係は対応しているといえる。

## 呼称
屋敷神というのは、あくまで術語であり、実際の呼称は地域によってさまざまである。
東北地方や鹿児島県では「ウチガミ」「ウジガミ」と呼ばれている。そのほか、「ウッガン」「ジガミ」「ジヌシガミ」などとも呼ばれる。

## 神格
祭祀を行なう時期（春と秋）が農耕神（田の神・山の神）と重なることから両者の関係が指摘されている。また屋敷神の祭祀は一族がそろって行う地域が広く存在し、祖先神の性格があることも指摘されている。このことは屋敷神を「ウジガミ」と呼ぶ地域があることからもわかる。明確に祭神を祖先神だと認識した上で祀っているとしているところもあり、また農耕神も祖先神の性格を持っていることが指摘されており、屋敷神・農耕神・祖先神の三者は関わりがあることが分かっている。
ただし、屋敷神を祖先神だとすることに関しては必ずしも当てはまるわけではない。特に都市部における屋敷神は、屋敷の居住者が変わっても祭祀を受け継ぐことも有り、一概には祖先神だとは言えない。
とはいうものの、おおむね屋敷神はそれぞれの家に関わりのある祖先神を起源にしていると考えられるのであって、特定の神社の祭神を祀るわけではなかったが、現在では有名神社の祭神を祀っているとしているところも多い。これはおそらく民間宗教者の関与によって、「稲荷」「神明」「祇園」「熊野」「白山」「天神」「八幡」「若宮」などの有名神社の分霊を祀っていることに変更されたと考えられる。中でも稲荷を屋敷神としているところは非常に多い。
また「若宮八幡」は主に源氏が信仰しており、源氏の武家やその子孫が祀るとされている。

## 祭祀場所

屋敷神を祀る祠（茨城県つくば市）

屋敷がある敷地の一角に祀られることが多く、その場合は屋敷の北西・北東に祀られることが多い。北西の天門に祀られるのは日本において不吉だとされる方角だとされていたためである。農耕において北西の風は不吉なものとされるという。北東を鬼門として不吉な方角だとするのは、後世の陰陽道の影響であり、比較的新しい習俗である。
屋敷のすぐそばには祀らず、少し離れた山林の中に祀られるところもある。これは既に述べたように本来、森林または山に対して祭祀を行なっていたことの名残であると考えられる。
原則として屋敷神は屋外に祀られるものであるが、例外として屋内で祀っているところもあるという。これは山林で祀っていたものが屋敷に近づいていった結果、最終的に屋敷と融合したものだと思われる。

## 祭祀施設と神体

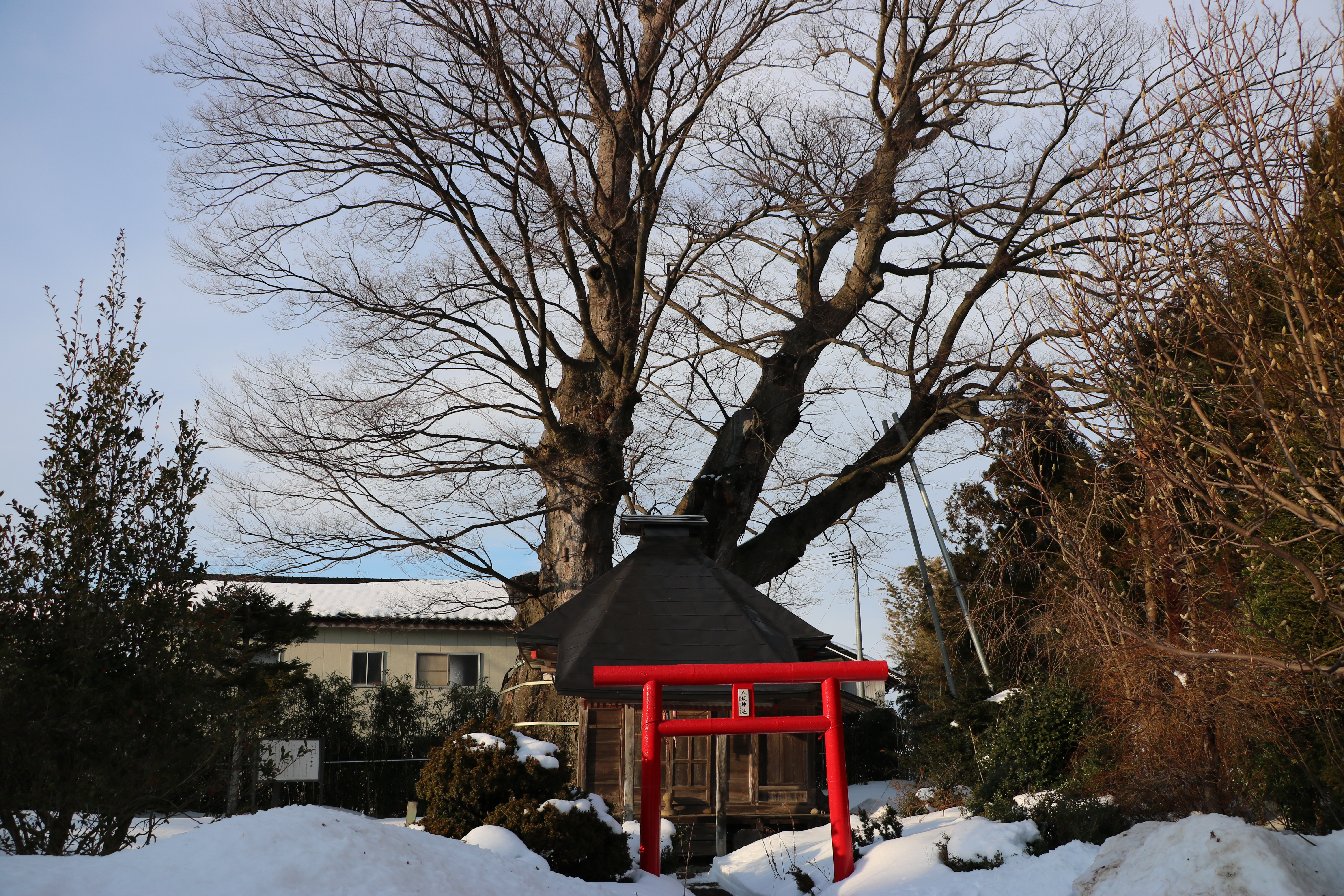
屋敷神を祀る祠（山形県鶴岡市）

屋敷神の多くは石造か木造の小祠である。普通の神社のような社殿を持つことはまずない。丁寧に祭祀されている場合は末社程度の規模の社殿を建てられ、鳥居までも持つこともある。
しかし、社殿を備えるようになったのは神の常在を信じるようになった後世の変化で、それ以前は祠もなく、祭場のみだった。樹木や自然石を依代としており、伊豆諸島の利島・熊野地方・壱岐などでは現在でも古態を留めている。
藁の仮宮を祭りごとに作り変えるところもある。これは祭りのときのみ神が降臨するものだという信仰の名残だと考えられている。普段は神はいないため社の必要はなかったのである。
神体は既述のとおり、古木や石を用いたのが最も古い形態だと考えられる。鋭利な刃物の普及により削掛が加わり、紙の普及により、御幣も用いられるようになった。現在では、特に祭神を特定の神社の分霊とする場合は、各神社の発行する神札を祀っていることが多いだろう。

## 祭祀時期
春の旧暦2月と秋の旧暦10月もしくは旧暦11月の2回に祭祀される。もしくは省略されて秋に1回のみ祭祀するところもある。稲荷を祭神としているところでは稲荷の祭日である2月の初午の祭りが重視される。
春秋に祀るのは、山の神が稲作の開始とともに田に降りて田の神となる春と、稲作が終わり田の神が山に帰っていく秋に対応しているからだと考えられ、既に述べたように屋敷神と農耕神は深い関わりがあると考えられている。

## 研究文献・論文
- 柳田國男「氏神と氏子」（『定本 柳田國男集』11）
- 直江廣治『屋敷神の研究』吉川弘文館、1966
- 佐々木勝『屋敷神の世界』名著出版、1983
- 森隆男『住居空間の祭祀と儀礼』岩田書院、1996